# 邵阳政府没收婴儿事件
邵阳当局没收婴儿事件，案件于2011年曝光，中国湖南省邵阳市发生的一起抢婴牟利恶性事件。湖南邵阳计生部门为收取社会抚养费，将十余名“非法”婴幼儿被强行抱走，送入邵阳福利院，统一改姓“邵”。部分后来找到下落，有些已被收养在海外。这些被当地政府抢夺走的婴儿被称媒体和民间称为“邵氏孤儿”或“邵氏弃儿”。
其经过是，湖南省隆回县、洞口县计生办为获得社会抚养费，将疑似未婚先育、超生、抱养、不符合收养规定的孩子强行“没收”，向其家人索要约万元人民币的社会抚养费。婴儿家属若赎回不及时，计生办伪造文书使婴儿身份变成“弃儿”，送到福利院统一改姓“邵”并改名。由外籍人士收养，福利院获得3000美元的“赞助费”，计生办工作人员也会从中得到1000元人民币或更多的提成。
“邵氏弃儿”案件在2000年左右出现，2003年至2005年形成高潮。2006年3月21日，香港《南华早报》率先报道此事。2011年财新传媒《新世纪》周刊再次披露。
贵州省镇远县也有多起此类事件发生，有超生婴儿被作为“弃婴”送到当地福利院后被境外人士领养。

## 背景原因
此类案件通常是由地方政府以完成“政绩考量”和获得“社会抚养费”为目地成为主导，福利院参与其中。在民众无力交纳“社会抚养费”赎回孩子后，将之交给福利院，仍可获得金钱。涉外收养中3000美元的“赞助费”是促使福利院参与其中的重要原因。同时此举可提高地方政府获取“社会抚养费”的金额。据当地官员称，开始收取“社会抚养费”时，每个家庭需交纳大约3000到4000元的人民币，以“抢走孩子”要挟时，金额涨至1万元人民币，甚至几万元。
地方政府计划生育部门做出此举的原因，一是为政绩考量，二是收取社会抚养费做为地方财政收入。
在1997年以前，对违反计划生育政策的处罚是“打烂房子”“抓大人”。据高平镇村民所称2000年以后，不砸房子了，改为“没收”小孩。2005年3月22日，隆回县提出以“县乡村三级联包”形式加强计划生育管理。县、镇、村三级干部的升迁、工资待遇等，均与计划生育工作绩效挂钩。2010年，隆回县县长钟义凡表示在“一票否决”等压力下，“乡镇党委、政府与计生队伍存在较深的利害关系，不敢得罪，导致计生队伍绑架党委和政府”。同时计生办也可能成为乡镇政府中较大的部门，2002年在高平镇政府120多人的建制中，计生办有30人。
2005年12月中国取消农业税。有此之前，地方政府就已以收取“社会抚养费”来扩大收入，用于乡镇机关支出。据湖南省人口和计划生育委员会的初步统计，在2004年和2005年，近九成以上的社会抚养费成为“非规定支出”，绝大部分属乡镇机关支出。
2006年5月17日，隆回县在计划生育督察通报中称“有些乡镇将社会抚养费作为乡镇财政的主要来源，财政所无能开发财源，只能绞尽脑汁管死这笔钱”。作为连续十余年的“计划生育工作先进县”的隆回，层层考核压力下，基层政府不惜使用暴力手段。
湖南省邵阳市、衡阳市的多家福利院被指牟取暴利，收买婴儿，同时伪造成“弃婴”身份，进入涉外收养渠道。自2003年以来，衡南县福利院“买进”婴儿169名，衡山县福利院“买进”232名，衡阳县福利院“买进”409名婴儿。

## “抢婴”产业链
第一步，计生工作人员少则四五人多则十余人，在村干部的带领下，迅速包围计划对象家庭，将婴幼儿强行抱走。第二步将抢来婴儿送往福利院，每送一名婴幼儿到福利院，计生干部可得到1000元甚至更多的回报。第三步，婴儿被福利院卖往国外，送入福利院后再通过“寻亲公告”等程序。财新报道，部分2002年至2005年的《湖南日报》，确有湖南省民政厅发布的单独或包括来自邵阳社会福利院的《寻亲公告》。然而，对于生活在大山深处，或者常年在外乡打工的高坪镇乡民而言，这些公告对他们没有任何意义。这意味着，公告60天后，早已取名“杨玲”、“周娟”、“袁庆龄”、“袁红”、“李艳”等婴幼儿，统一变成“邵”姓。由此，当地民政部门和福利院，“将确定其为弃婴，依法予以安置”。变为“弃婴”后，多名婴儿被送养到美国、荷兰及西班牙等国。

## 部分案例
高平镇“没收”婴儿不完全统计（根据相关报道整理）：
| 年份   | 日月     | 姓名   | 父母                         | “没收”理由       | 简介 | 备注                                   |
| ------ | -------- | ------ | ---------------------------- | ---------------- | --- | -------------------------------------- |
| 2002年 | 不 详    | 李 艳  | 李谟华（养父母）             | 不详             | 收养的女孩，1998年已经登记户口，被抱走后不知所踪                                                                                   |                                        |
| 2002年 | 5月30日  | 曾双洁 | 曾又东（父）、袁赞华（母）   | 不详             | 第三个女儿，双胞胎中的姐姐，送至邵阳市社会福利院，疑被美国家庭收养                                                                 |                                        |
| 2002年 | 7月29日  | 袁 红  | 袁名友（养父）、不详（养母） | 非法收养         | 1999年在湖北省洪湖市沙口镇收养的遗弃女婴，2002年5月10日缴纳社会抚养费后，进行户口登记。下落不明，在户口本上仍是袁家成员            |                                        |
| 2003年 | 3月15日  | 周 娟  | 周英河（父）、唐海梅（母）   | 不详             | 未登记婚姻的头胎女儿，被抢走时3个月零10天                                                                                          |                                        |
| 2005年 | 4月29日  | 杨 玲  | 杨理兵（父）、曹志美（母）   | 未交“社会抚养费” | 头胎女儿，被抢走时8个月。送至邵阳市社会福利院，改名“邵隆高”（邵阳市、隆回县、高平镇），被美国家庭收养                              |                                        |
| 2005年 | 7月28日  | 袁庆龄 | 袁朝容（养父）               | 非法收养         | 2004年在广东省东莞市收养的遗弃女婴，女婴被送至邵阳市社会福利院                                                                     |                                        |
| 2005年 | 10月16日 | 魏海龙 | 魏太喜（养父）、龙蕊（养母） | 不详             | 2000年在贵州省天柱县收养的遗弃男婴，家人索要未果，在邵阳市人大代表袁忠福督促下，29天后被高平镇计生办和派出所从邵阳市社会福利院接回 | 《新世纪》报道中唯一回到父母身边的孩子 |
| 2005年 | 11月25日 | 不 详  | 袁新权（父）、孙歌（母）     | 不详             | 未婚生育的头胎女儿，家人抱着在马路上行走时被抢走，被抢走时23天，送至邵阳市社会福利院                                               |                                        |

## 进展与结局
2011年5月8日，邵阳市政府福利院答复每日新闻：请记者提供工作证明；福利院需先请示民政局；民政局的电话请拨114查询。
2011年5月9日，紅網发布消息称中共邵阳市委市政府、隆回县委隆回县县政府针对“邵阳计生部门强行将十余婴幼儿送入福利院”高度重视，市县纪委、监察局成立调查组，全面展开调查工作。消息过后被删除。
2011年5月12日晚，被“没收”头胎女儿杨玲的杨理兵住进了位于高平镇的一个表兄家。凌晨1点多开始，多名公安人员和纪检调查人员蹲守在屋门口，杨理兵随即打电话向媒体求助。整个上午杨理兵被扣留在屋内，禁止与外界联系。杨理兵表示，“他们要求我必须写材料。”
中国政府使用技术手段入侵数位该报道有关的记者电脑。2011年，财新《邵氏孤儿》报道刊发后四个月，报道“邵氏孤儿”的记者庞皎明被中宣部勒令开除。
2011年9月28日，湖南省邵阳市通过当地媒体“红网”发布消息，隆回县高坪镇“弃婴”事件发生在2002年至2005年间，涉及婴幼儿14名。其中，8名属当事人非法收养的弃婴，1名属生父母非婚生育因无力抚养自愿送社会福利院，5名为当事人隐瞒血缘关系，将抚养的婴幼儿说成是“弃婴”。高坪镇计生办、民政办与邵阳市社会福利院没有发生经济关系。邵阳市社会福利院接受外国收养人、收养组织的自愿捐赠，符合民政部《外国人在中国收养子女登记办法》的规定以及国际收养惯例。调查中没有发现买卖行为。在该事件中，有关工作人员工作不实，方法简单，存在严重违规违纪问题。根据党纪政纪处分的有关规定，邵阳市对周小芳、李子健等12名相关责任人员分别给予开除党籍、撤销职务等处分。该通报已被从当地媒体网站删除，网页显示404。

## 影视作品
2011年11月，美国电视剧《Harry’s Law》播出一期名为“American Girl”。故事说到，一对中国来的陈军和陈燕夫妇，在美国找到了已被美国家庭领养的女儿。他们试图通过诉讼的方式将女儿讨回。
2014年，“邵氏孤儿”报道记者庞皎明撰写The Orphans of Shao （《邵氏弃儿》英文版）出版。
2013年，纪录片《双胞胎姐妹》（Tvillingsøstrene）播出，孪生姐妹Mia Hansen和Alexandra Hauglum尚在襁褓遭遗弃，2004年在中国湖南长沙被领养。